# Сант'Андреа (Каљари)
Сант'Андреа је насеље у Италији у округу Каљари, региону Сардинија.
Према процени из 2011. у насељу је живело 51 становника. Насеље се налази на надморској висини од 12 м.